# Nectanébo Ier
Nectanébo Ier (Khéperka Rê) qui règne de 380 à 362 av. J.-C. est un des derniers Égyptiens ethniques sur le trône d'Égypte. 
Il est un grand constructeur ou reconstructeur des principaux temples d'une Égypte réunifiée pour la dernière fois par des souverains d'origine locale. Il construit à Saïs et à Bubastis où on a retrouvé des reliefs jubilaires bien qu'il n'atteint pas le nombre d'années de règne nécessaires pour procéder au jubilé du heb sed.
Il intervient également à Héliopolis en embellissant le sanctuaire du dieu Rê. Des lions couchés à son nom qui sont aujourd'hui à Rome où ils ont été importés pour le temple d'Isis de la capitale impériale, devaient alors initialement orner l'entrée d'un des sanctuaires de la ville du soleil, continuant ainsi l'œuvre de ses prédécesseurs et se rattachant davantage encore à la tradition saïte.

## Règne

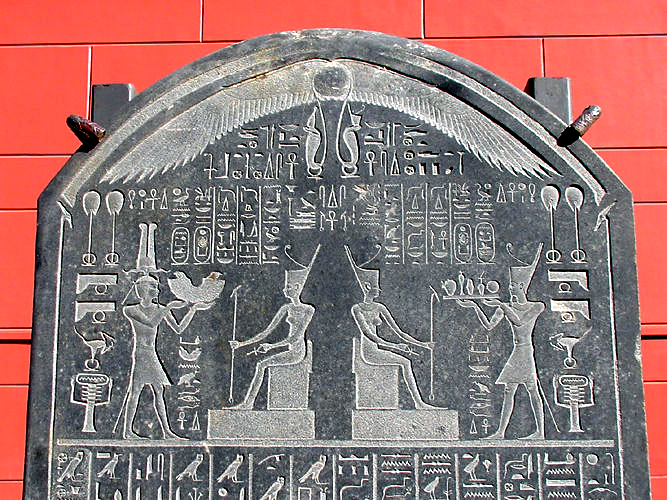
Stèle d'Héracléion portant le décret en faveur de la déesse Neith de Saïs, réplique du décret connu par la stèle de Naucratis

Fils de Djedhor, prince de Sebennytos, soutenu par le clergé de Saïs, Nectanébo prend le pouvoir à Mendès en écartant Néphéritès II, dernier représentant de la XXIXe dynastie. La succession de Néphéritès le premier du nom avait déjà été l'objet d'une situation complexe de revendication du pouvoir révélant les rivalités des différents partis qui gouvernaient alors les intérêts du pays. Le clergé restait encore le principal instigateur de cette lutte à son profit, face aux volontés de plus en plus marquées des grandes cités qui faisaient alors grand commerce avec les comptoirs grecs de la Méditerranée orientale et visaient d'autres intérêts.
Si Achôris réussit à stabiliser ces tendances à son profit lors de son règne et sut maintenir en échec les troupes perses, son successeur Néphéritès II est rapidement débordé par ces antagonismes et ne peut résister bien longtemps aux ambitions du nouveau prince de Sebennytos. À la mort d'Achôris, Nectanébo se revendique comme héritier légitime de la lignée de Néphéritès Ier et en -380 parvient à monter sur le trône d'Égypte. Soutenu par l'armée et le parti anti-perse grec très présent et allié traditionnel de l'Égypte, la menace d'une nouvelle invasion massive du pays par les troupes d'Artaxerxès II, précipitent alors les événements.

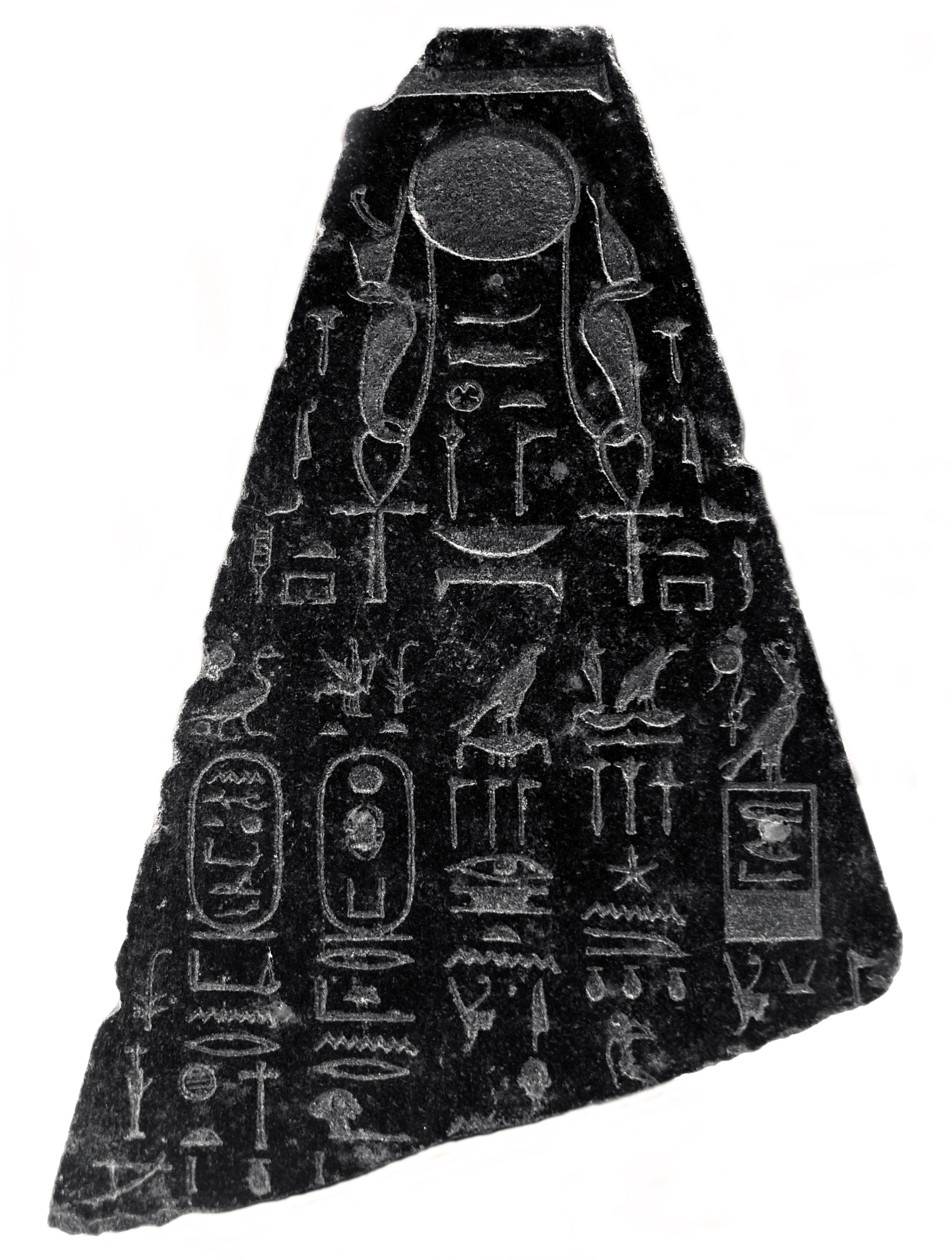
Titulature complète du roi Nectanébo Ier - Musée du Louvre

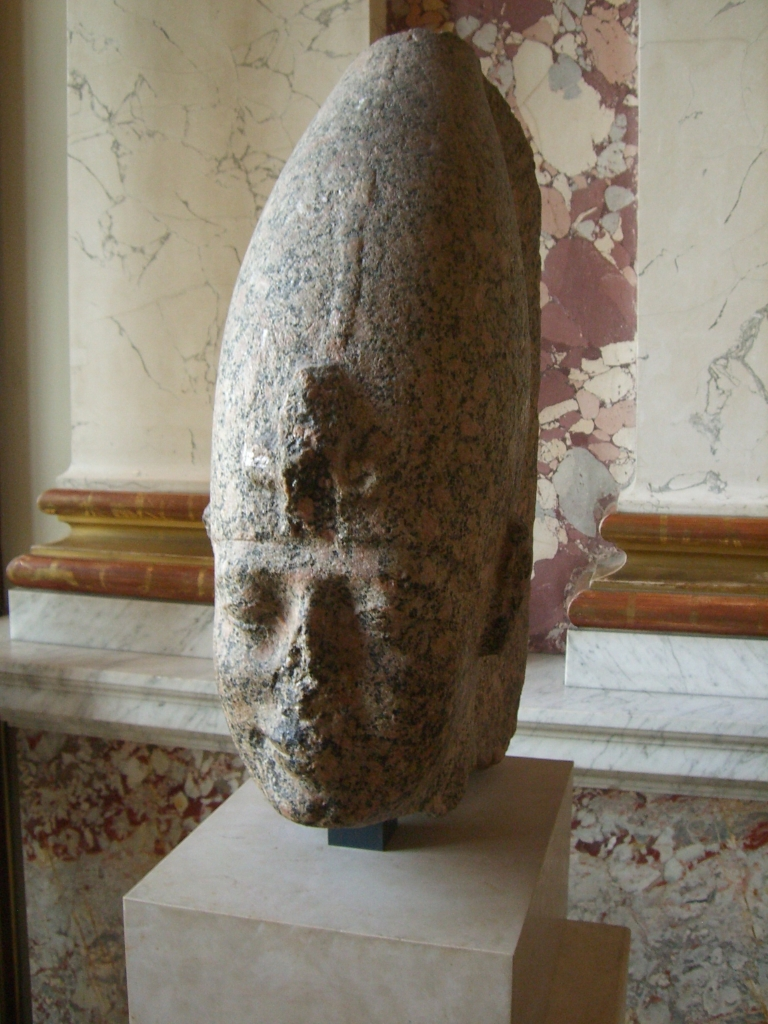
Tête d'une statue en granite de Nectanébo Ier - Musée du Louvre

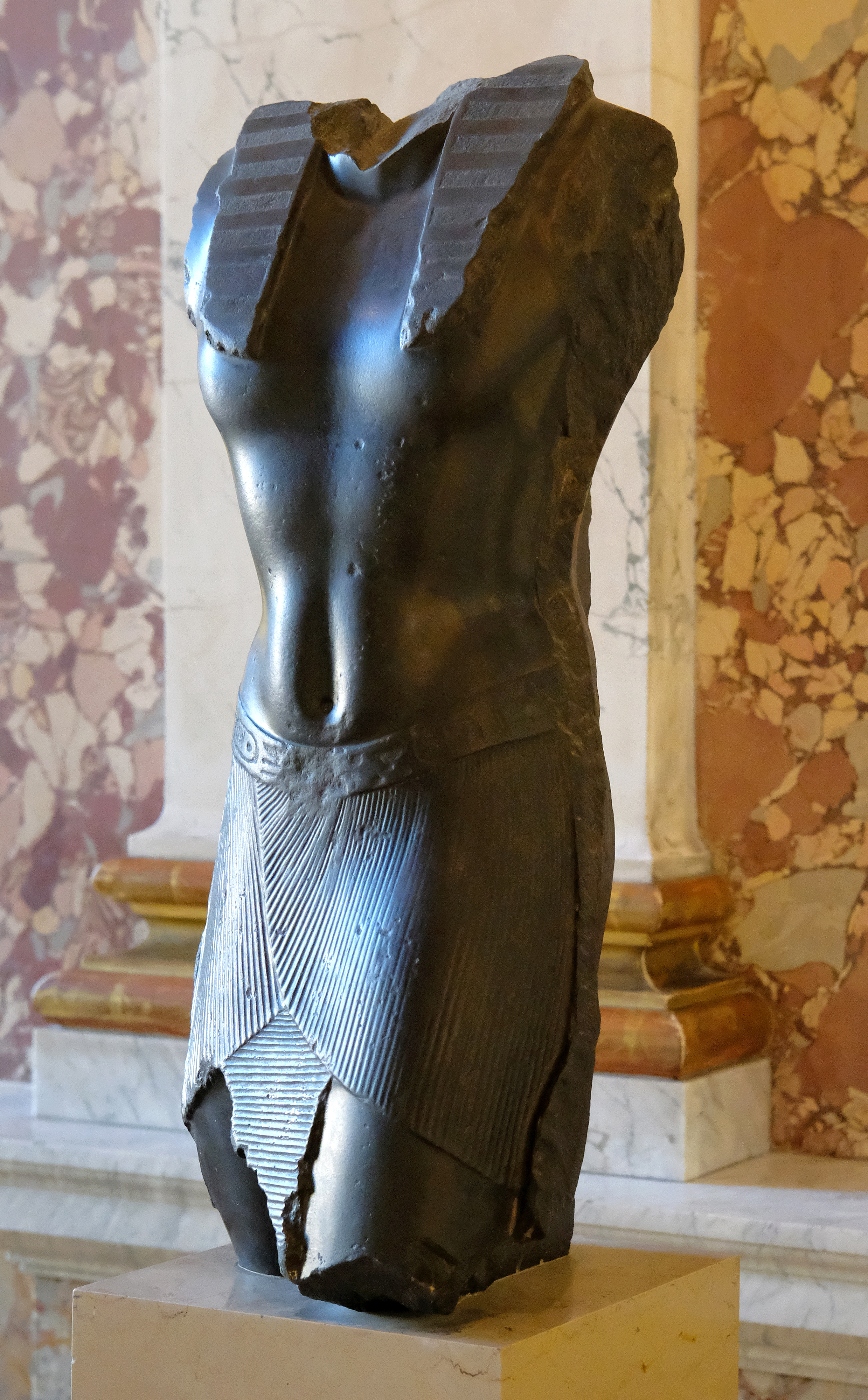
Torse de Nectanébo Ier - Musée du Louvre

L'affrontement inévitable se produit en 373 av. J.-C., et après une première défaite dans le delta, les troupes de Nectanébo parviennent à reprendre l'initiative à l'occasion d'une dissension entre les Perses et leurs alliés grecs. Lors de cette bataille les Perses étaient alors soutenus par une flotte constituée de troupes grecques dirigées par Iphicrate un stratège athénien qui perça les lignes de défense égyptienne offrant aux envahisseurs une unique occasion de l'emporter. Mais le peu de confiance que s'accordèrent les généraux grecs et perses retarda l'issue fatale et Nectanébo, profitant de l'arrivée de la crue du Nil au début de l'été de la même année, contre-attaque et décime les troupes perses isolant les deux alliés. Devant le désastre, la flotte grecque fait défection et le reste de l'armée du Grand Roi est chassée du delta du Nil devenu un piège. La défaite perse est mal acceptée par les différentes provinces de l'empire qui se soulèvent une nouvelle fois les unes après les autres obligeant le Grand Roi (de Perse) à différer ses ambitions de reconquête des Deux Terres.
Cette victoire offre un répit d'une trentaine d'années à l'Égypte, et parvenant à repousser la menace extérieure, le règne de Nectanébo fut le départ d'un ultime renouveau de l'art et de la puissance de l'Égypte qui pour encore quelques décennies maintient son indépendance face à la Perse.
En effet, il ouvre une nouvelle période de prospérité pour le pays, de reprise du commerce avec le Levant et la Grèce avec laquelle la confiance se restaure à la suite de la victoire contre l'envahisseur perse. En Égypte, il se montre très actif, restaurant les temples ruinés dans tout le pays, dont Louxor et Philæ. On lui doit également la reconstruction des grandes enceintes des sanctuaires principaux de Tanis, Héliopolis et peut être même Memphis.
Il restaure les lois et en édicte de nouvelles au travers de grands décrets inscrits sur des stèles en granit placées dans chacune des grandes cités d'Égypte. Le fameux décret de Naucratis fixe ainsi les taxes que chaque marchand étranger, notamment grec, empruntant le delta devait verser au temple de Neith à Saïs. Un nouvel exemplaire de cette stèle monumentale a été découvert récemment au large d'Aboukir non loin d'Alexandrie.
Plus à l'ouest, il fait construire à Hibis dans l'oasis de Kharga un temple consacré à Amon qui est continuellement embelli par ses successeurs à l'instar d'autres temples égyptiens bien connus.
Il fonde un temple à Abydos où a été retrouvé un naos fragmentaire actuellement exposé dans les collections du Musée égyptien du Caire. C'est de son règne également que date le premier mammisi de Dendérah, dont l'architecture inaugure un type de monument qui connaît un développement systématique dans les grands sanctuaires du pays à la période lagide.

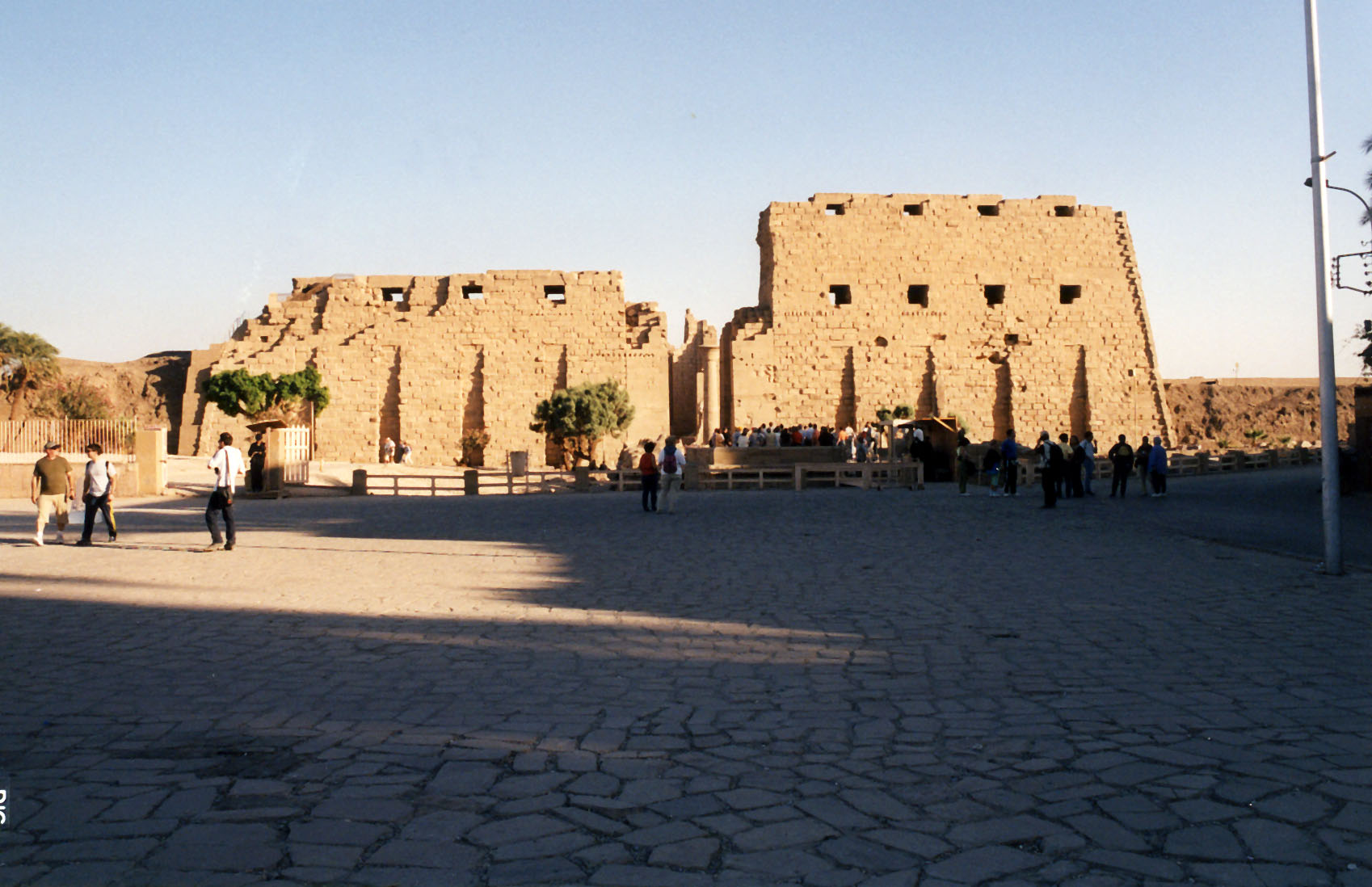
Premier pylône du grand temple d'Amon-Rê de Karnak

Il développe le site de Karnak en commençant l'édification du premier pylône du temple, mais également en le protégeant par une enceinte monumentale en briques crues. Il fait de même pour Louxor et réaménage le grand dromos qui précède le temple d'Amon-Min dont les sphinx portent tous sa titulature. Enfin c'est de son règne que date le premier état du sanctuaire d'Isis à Philæ près d'Assouan, ainsi que le kiosque qui accueille toujours les visiteurs de l'île sacrée.